# Paracytherois producta
Paracytherois producta är en kräftdjursart som först beskrevs av Brady och Norman 1889.  Paracytherois producta ingår i släktet Paracytherois, och familjen Paradoxostomatidae. Arten är reproducerande i Sverige.